# Gospodje Leški
Leški (iz Lecka) je ime nizozemske plemiške družine, ki predstavlja mlajšo linijo plemiške rodbine Wassenaarskih. Od leta 1416 do 1486 so bili gospodje; od 1486 do 1712 pa so bili njihovi sorodniki cesarski grofje Berški.

## Zgodovina
Ime izvira iz gospostva Lek, ki leži ob istoimenski reki. Prednik družine je Oton Leški (pribl. 1370–1428), po materini strani vnuk gospoda Otona Lippejskega. Okoli leta 1395 se je Oton Leški poročil s Sofijo, hčerko naslednico Friderika III. Berškega iz plemiške rodbine Berških. Posledično je grofija Berg prešla nanj in njegov rod, zato je vključen v seznam grofov Berških. Grad Bergh, graščina v 's-Heerenbergu v provinci Gelderland, je postal njihov sedež. Rodbina je kasneje imela grb s štirimi polji, od katerih sta dve prikazovali spremenjeno obliko Wassenaerjevega grba s tremi ležečimi, rastočimi polmeseci in grbom grofine Bergh.
Z Osvaldom I. Berškin je rodbina od cesarja Friderika III. leta 1486 dobila naslov cesarskega grofa. 20. junija 1712 je umrl Osvald IV. Berški -s'-Heerenberški, zadnji moški potomec rodbine Leških. Njegova sestra Marija Klara Berška-s'-Heerenberška je podedovala posestvo. Pogoj za to je bil, da lastništvo in ime hiše preide na njenega vnuka Franca Viljema Hohenzollernsko-Berškega, ki je leta 1712 pri sedmih letih postal naslednji grof Berški. Od takrat je dežela Berška pod nadzorom rodbine Hohenzollernsko-Sigmaringenskih.

## Pomembni člani rodbine
- Osvald I. Berški (1442–1511), vladajoči grof Berški
- Viljem IV. Berški (1537–1586), vladajoči grof Berški
- Herman Berški (1558–1611), vladajoči grof Berški
- Friderik VI. Berški (1559–1618), častnik med osemdesetletno vojno, vladajoči grof von dem Bergh
- Osvald III. Berški (1561–1586), častnik med osemdesetletno vojno
- Henrik Berški (1573–1638), mejni grof Bergen op Zoom in gospod Stevensweerdski, španski general
- Elizabeta Berška-s'Heerenberška (1581–1614), kneginja-opatinja Essenske opatije in opatinja drugih samostanov
- Éléonora Berška (1613–1657), vojvodinja Bouillonska in kneginja Sedanska
- Marija Klara Berška-s'Heerenberška (1635–1715), kneginja in regentka Hohenzollern-Sigmaringenska